# ساکورا فوجیوارا
ساکورا فوجیوارا (انگلیسی: Sakura Fujiwara؛ زادهٔ ۳۰ دسامبر ۱۹۹۵) خواننده-ترانه‌پرداز، بازیگر اهل ژاپن است. وی از سال ۲۰۱۳ میلادی تاکنون مشغول فعالیت بوده‌است.